# L'usuraio (film 1943)
L'usuraio è un film italiano del 1943 diretto da Harry Hasso, tratto dal dramma omonimo di Hans Possendorff.

## Trama
1920. Un giovane, privo di mezzi, innamorato di una fanciulla dell'alta borghesia, è corrisposto ma il loro matrimonio viene impedito dalla famiglia di lei a causa delle differenti posizioni sociali. Il giovane decide, pieno di rancore, di accumulare nel più breve tempo possibile la più grande quantità di denaro con qualsiasi mezzo. Inizia così la sua carriera di usuraio che lo porta a diventare un uomo ricco, ma solo. Passati venti anni, la donna che tanto aveva amato in passato si rivolge a lui per farsi prestare del denaro; deve risolvere i guai provocati dal suo giovane figlio. L'usuraio, che ancora desidera vendicarsi, le nega il denaro. Tutto cambia quando egli viene a sapere che il ragazzo è figlio suo. In preda al rimorso rinnega il proprio passato, chiude con il lavoro infame dell'usuraio e nomina il ragazzo erede di tutti i suoi averi.

## Produzione
Le riprese in interni furono girate negli Stabilimenti della FERT di Torino.
Il film ebbe pesanti problemi produttivi: annunciato per la regia di Sergio Grieco, l'interpretazione di Camilla Horn, Rafael Calvo, Luis Hurtado, Valentina Cortese e la distribuzione Cine Tirrenia, venne ripresentato, dopo pochi mesi con una nuova produzione, quella di Bassoli, la regia di Hasso, Maria de Tasnady in luogo della Horn e la distribuzione E.N.I.C.

## Distribuzione
Esce nelle sale all'inizio di febbraio 1943.

## Accoglienza
Un esempio di melodramma con tutti i suoi ingredienti [...] Il film è stato diretto da Harry Hasso con mano pesante e convenzionale andamento. (Gino Visentini, Film, 14 agosto 1943). Non sappiamo chi abbia inventato questa bolsa, meccanica e melodrammatica storia, né chi l'abbia sceneggiata e dialogata, né quali valide ragioni abbiano indotto dei produttori a realizzarla sullo schermo. Ma per film come questi - inutili e indigesti - non mette conto di sprecare troppa carta. (A. Vesce, Il Mattino, 30 giugno 1943)